# Ithamar Sloan
Ithamar Conkey Sloan (Morrisville, 9 de mayo de 1822 - Janesville, 24 de diciembre de 1898) fue un político estadounidense que se desempeñó como miembro de la Cámara de representante de Estados Unidos por Wisconsin. Era hermano de Andrew Scott Sloan. En los documentos históricos, su nombre a menudo se abrevia como I. C. Sloan.

## Biografía
Nacido en Morrisville, Nueva York, Sloan asistió a las escuelas comunes cuando era niño, estudió derecho y fue admitido en el colegio de abogados en 1848, comenzando la práctica en el condado de Oneida, Nueva York. Se mudó a Janesville, Wisconsin en 1854, donde continuó ejerciendo la abogacía. Se desempeñó como fiscal de distrito del condado de Rock, Wisconsin de 1858 a 1862 antes de ser elegido republicano a la Cámara de Representantes de los Estados Unidos en 1862. Representó al 2.º distrito congresional de Wisconsin en los congresos 38 y 39 de los Estados Unidos que sirvieron desde el 4 de marzo de 1863 hasta el 3 de marzo de 1867. Sloan se mudó a Madison, Wisconsin en 1875, donde se convirtió en decano del departamento de derecho de la Universidad de Wisconsin-Madison y como abogado especial del estado de Wisconsin en los casos de la Ley Granger de 1874 a 1879. Falleció de un derrame cerebral en su casa en Janesville, Wisconsin, el 24 de diciembre de 1898, y fue enterrado en el cementerio de Oak Hill en Janesville.